# Storlidtjärnen, Norrbotten
Storlidtjärnen är en sjö i Älvsbyns kommun i Norrbotten och ingår i Piteälvens huvudavrinningsområde.